# Fennoscandia

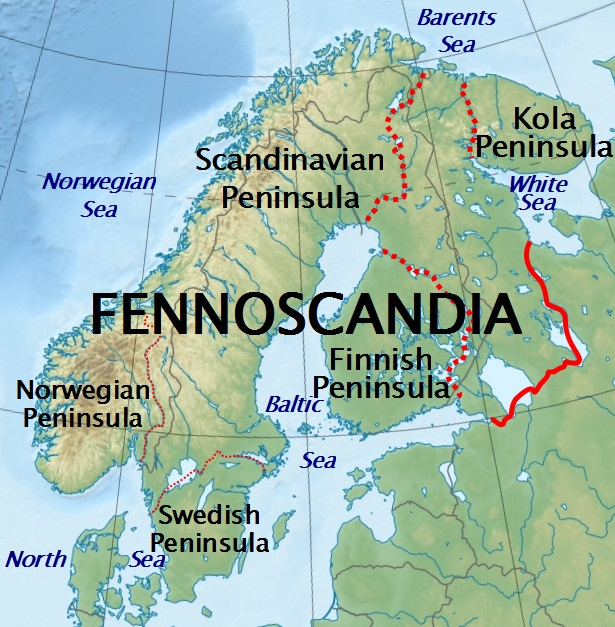
Scandinavia, Fennoscandia, Finlanda și Peninsula Kola.

Fennoscandia sau Fenno-Scandinavia este o regiune geografică din nordul Europei ce cuprinde Peninsula Scandinavă, Finlanda, Karelia și Peninsula Kola.